# Élections sénatoriales françaises de 1888
Les élections sénatoriales françaises de 1888 ont lieu le 5 janvier 1888 au titre du renouvellement triennal pour la série B. Celui-ci se déroule durant la crise boulangiste et après la démission de Jules Grévy à la suite du scandale des décorations de 1887.

## Résultats
Le scrutin porte sur les 82 sièges de la série B ainsi qu'un siège vacant. Les monarchistes s’effacent le plus souvent derrière l’étiquette conservatrice, sauf dans la Gironde. Chez les républicains, la division est encore supérieure par rapport aux précédents scrutins, puisque les radicaux et les opportunistes s’affrontent souvent. Les réélections se font plutôt lors des deuxième et troisième tours de scrutin. 
À l’issue du scrutin, 62 élus sont républicains et 21 conservateurs ou réactionnaires (pour 18 sortants). Les républicains gagnent dans les Landes et gagnent un siège dans le Nord tandis que les conservateurs renforcent leurs positions dans l’Ouest, en conquérant l’Ille-et-Vilaine et la Mayenne. Ils s’emparent également de la Nièvre. Au total, ils gagnent six sièges et en perdent trois, d’où un gain de trois sièges. Il y a donc un recul limité des républicains mais surtout une création d'une concentration géographique conservatrice.
| Tendances politiques | Tendances politiques | Sièges sortants | Sièges obtenus | Sièges totaux |
| -------------------- | -------------------- | --------------- | -------------- | ------------- |
|                      | Monarchistes         | 18              | 21             | 70            |
|                      | Républicains         | 65              | 62             | 230           |
| Total                | Total                | 83              | 83             | 300           |

## Conséquences
La plupart des analyses républicains portent les difficultés sur la faute des radicaux tout en continuant à les placer dans le partisans de la République contre les monarchistes réactionnaires dans une vision toujours binaire.